# Hantum
Hantum ist ein Dorf in der Gemeinde Noardeast-Fryslân in der niederländischen Provinz Friesland. Es befindet sich nordwestlich von Dokkum und hat 390 Einwohner (Stand: 1. Januar 2024). Hantum wurde wie die meisten Dörfer in der Region auf einer Warft erbaut. 

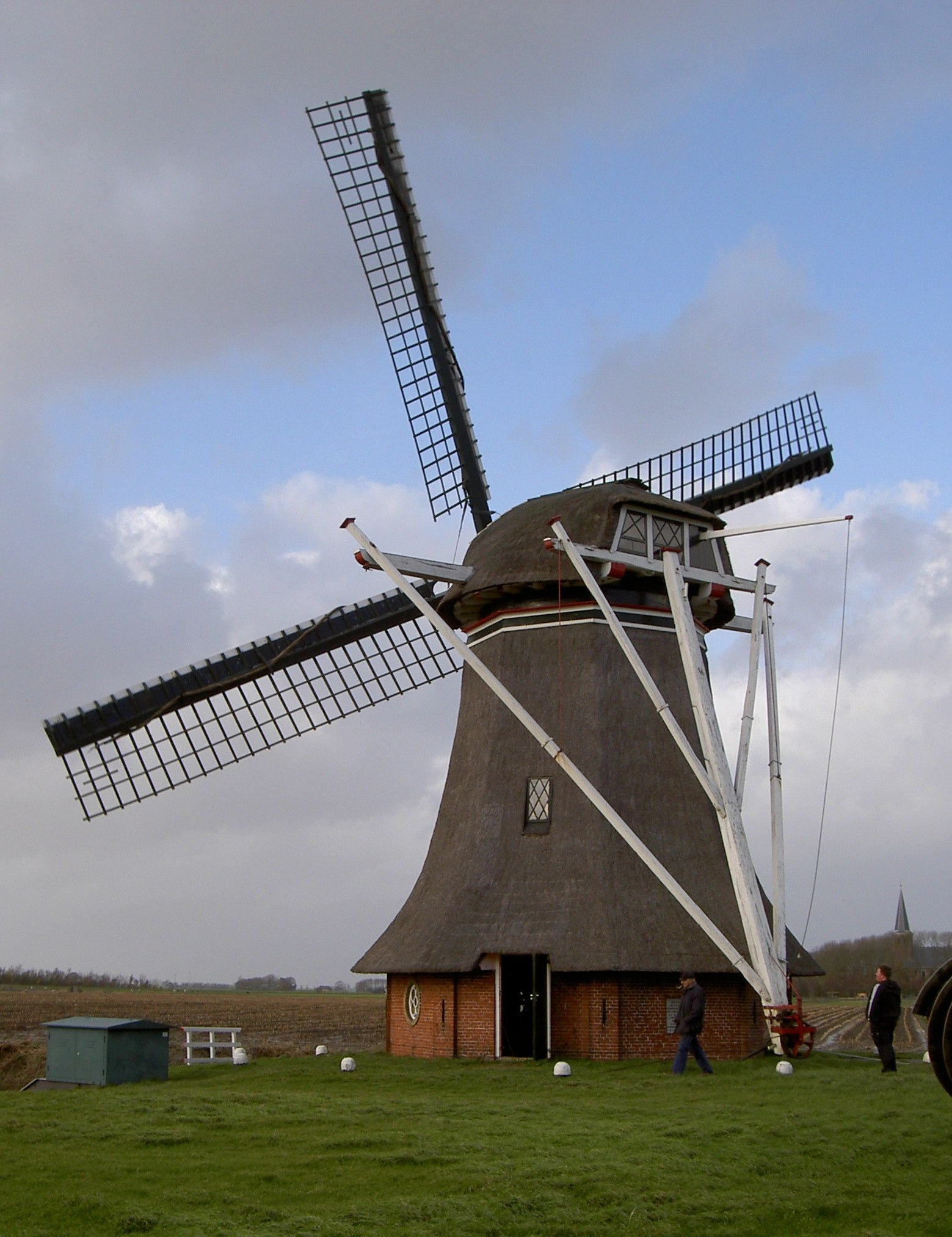
Hantumer Windmühle

In Hantum steht eine romanische Kirche aus dem 12. Jahrhundert, eine 1880 erbaute Windmühle, „De Hantumermolen“ und ein buddhistisches Meditationszentrum mit einer tibetischen Stupa, die Hantum auch überregional bekannt gemacht hat.